# Partido Comunista de la República Socialista Soviética de Letonia
El Partido Comunista de la República Socialista Soviética de Letonia (en ruso: Коммунисти́ческая па́ртия Латвийской ССР, abreviado como КП ЛаССР, en letón: Latvijas PSR Komunistiskā partija) era la rama a nivel regional del Partido Comunista de la Unión Soviética en la RSS de Letonia, una de las repúblicas constituyentes de la Unión Soviética.

## Historia
El partido fue fundado con el nombre Partido Socialdemócrata Letón de los Trabajadores a partir de un congreso que tuvo lugar en junio de 1904. Durante su segundo congreso, celebrado en 1905, tomó como propio el programa del Partido Obrero Socialdemócrata de Rusia.  En protesta por los sangrientos acontecimientos del 9 de enero en San Petersburgo, el 12 de enero de 1905 comenzó en Riga una huelga general, preparada por el Partido Obrero Socialdemócrata de Letonia (LSDLP) junto con la organización bolchevique de Riga del POSDR. El 13 de enero participaron casi 80 mil personas. En los enfrentamientos con las tropas murieron 70 personas y unas 200 resultaron gravemente heridas. La huelga continuó hasta el 20 de enero. Grandes huelgas, manifestaciones y manifestaciones de protesta tuvieron lugar en Liepāja, Daugavpils y otras ciudades y zonas rurales. Un año después, en ocasión del cuarto congreso del POSDR, el partido se unió al ruso como una organización territorial, cambiando su nombre a Partido Socialdemócrata del Territorio Letón. El partido celebró su cuarto congreso en Bruselas, entre el 26 de enero y el 8 de febrero de 1914.
Tras la proclamación efímera República Soviética Socialista de Letonia en 1919, el partido cambió su nombre por Partido Comunista de la RSS de Letonia en marzo de 1919. Por esa fecha, contaba con 7500 miembros aproximadamente.  El partido, que había estado trabajando en la clandestinidad, comenzó a crear un frente unido en el otoño de 1934 para luchar por el derrocamiento de la dictadura fascista. En 1939 surgieron comités de unidad clandestinos en muchas fábricas y plantas de Riga.
Después de la entrada del Ejército Rojo a Letonia en junio de 1940 y el derrocamiento del gobierno centrista de Kārlis Ulmanis que resultó en la fundación de la RSS de Letonia, el partido fue legalizado nuevamente, tras haber perdido su estatus en 1920, fusionándose definitivamente con el Partido Comunista de la Unión Soviética y accediendo por segunda vez al poder. El Partido, que surgió de la clandestinidad, apoyó al Gobierno Popular. Se garantizaron libertades democráticas al pueblo, se liquidó la organización Aizsarg, se restablecieron los sindicatos, se introdujo la jornada laboral de ocho horas, se aumentaron los salarios de los obreros y empleados en un 15-20%. El 21 de julio de 1940, el Seim Popular de Letonia adoptó una declaración sobre la restauración del poder soviético y apeló al Sóviet Supremo de la URSS con una solicitud para que aceptara a la Letonia soviética en la URSS. El 5 de agosto de 1940, el Sóviet Supremo de la URSS accedió a la solicitud de la República Socialista Soviética de Letonia de ser admitida en la URSS. El 25 de agosto, la segunda sesión de la Saeima Popular adoptó la Constitución de la RSS de Letonia, que se basaba en la Constitución de la URSS de 1936.
Durante la Segunda Guerra Mundial, el Partido Comunista de la RSS de Letonia lideró la lucha del pueblo letón contra los invasores nazis y realizó un amplio trabajo para movilizar a los trabajadores para repeler al enemigo; organizaciones del movimiento partidista y de la clandestinidad del partido-Komsomol. En el territorio temporalmente ocupado de Letonia funcionaron dos grupos operativos del Comité Central del partido, tres comités regionales y ocho comités de distrito y se publicaron periódicos. Bajo el liderazgo de los comunistas letones, decenas de miles de trabajadores letones lucharon contra el enemigo en varios puntos del frente.
Después de la liberación del territorio letón y la derrota de la Alemania nazi, las principales tareas del partido fueron la eliminación de las consecuencias de la ocupación y la restauración de la economía. El partido envió a las aldeas 4,460 miembros del Partido Comunista (16% del número total de miembros), quienes dirigieron la construcción del sistema de granjas colectivas y la lucha contra los kulaks. La organización del partido de realizó un gran trabajo en la lucha contra la ideología burguesa y pequeñoburguesa, en la educación de los obreros en el espíritu comunista, en la creación de una nueva intelectualidad y en la reeducación de la vieja, en la transformación de la ciencia y la cultura sobre la base de posiciones socialistas. Gracias a la actividad desinteresada de los trabajadores bajo la dirección de los comunistas, el socialismo obtuvo una victoria en Letonia. El XXI Congreso del Partido Comunista de la RSS de Letonia (febrero de 1971) analizó los resultados alcanzados, resumió la experiencia acumulada y esbozó las medidas para implementar las tareas de construcción comunista planteadas al pueblo soviético por el Programa del PCUS y las tareas del IX Plan Quinquenal de Desarrollo de la Economía Nacional de la URSS para 1971-75. Un lugar importante en los trabajos del XXI Congreso del Partido Comunista de Lituania lo ocuparon las cuestiones del trabajo ideológico. Al implementar las decisiones del 24º Congreso del PCUS, el Partido Comunista de la RSS de Letonia centra su atención en el trabajo organizativo y político entre las masas, mejora la selección, colocación y formación del personal y supervisa la implementación de las decisiones del partido y del gobierno.
En enero de 1990 el partido rompió sus lazos con Moscú, dejando de lado la garantía constitucional que le aseguraba un monopolio del poder, dando paso a un sistema político multipartidista. La agrupación se fracturó dos facciones opuestas: una mayoría que permanecía leal a la URSS y su hegemonía, y una minoría que estaba a favor de la independencia. El 23 de agosto de 1991, tras el fallido golpe de Estado en la Unión Soviética, el partido fue ilegalizado y su secretario general, Alfrēds Rubiks, detenido.

## Lista de Primeros Secretarios
| # | Imagen | Nombre                          | Inicio                  | Final                   |
| - | ------ | ------------------------------- | ----------------------- | ----------------------- |
| 1 |        | Jānis Kalnbērziņš (1893-1986)   | 25 de agosto de 1940    | 25 de noviembre de 1959 |
| 2 |        | Arvīds Pelše (1899-1983)        | 25 de noviembre de 1959 | 15 de abril de 1966     |
| 3 |        | Augustos Voss (1919-1994)       | 15 de abril de 1966     | 14 de abril de 1984     |
| 4 |        | Borís Pugo (1937-1991)          | 14 de abril de 1984     | 4 de octubre de 1988    |
| 5 |        | Jānis Vagris (1930-2023)        | 4 de octubre de 1988    | 7 de abril de 1990      |
| 6 |        | Alfrēds Rubiks (nacido en 1935) | 7 de abril de 1990      | 24 de agosto de 1990    |

## Congresos y Conferencias
| Reunión           | Fecha                                                            | Lugar     |
| ----------------- | ---------------------------------------------------------------- | --------- |
| I Congreso        | 22 de julio al 1 de agosto de 1906                               | Zakopane  |
| II Congreso       | 3 al 7 de junio de 1907                                          | Londres   |
| III Congreso      | octubre de 1908                                                  |           |
| IV Congreso       | 21 de enero al 8 de febrero de 1914                              | Bruselas  |
| X Conferencia     | agosto de 1914                                                   | Bruselas  |
| XI Conferencia    | 27 de diciembre de 1914                                          |           |
| XII Conferencia   | marzo de 1915                                                    |           |
| XIII Conferencia  | 1 al 5 de mayo de 1917                                           | Moscú     |
| V Congreso        | 21 de julio al 1 de agosto de 1917                               | Riga      |
| XIV Conferencia   | septiembre de 1917                                               | Riga      |
| XV Conferencia    | octubre de 1917                                                  | Riga      |
| XVI Conferencia   | mayo de 1918                                                     | Riga      |
| XVII Conferencia  | 18 al 19 de diciembre de 1918                                    | Riga      |
| VI Congreso       | 1 al 6 de marzo de 1919                                          | Riga      |
| XVIII Conferencia | 21 de junio de 1920                                              | Riga      |
| XIX Conferencia   | enero de 1921                                                    | Riga      |
| XX Conferencia    | marzo de 1922                                                    | Riga      |
| XXI Conferencia   | octubre de 1922                                                  | Riga      |
| VII Congreso      | 16 al 23 de febrero de 1923                                      | Moscú     |
| XXII Conferencia  | junio de 1923                                                    | Riga      |
| XXIII Conferencia | junio de 1926                                                    | Priedaine |
| XXIV Conferencia  | agosto de 1927                                                   | Asari     |
| XXV Conferencia   | 2 de septiembre de 1928                                          | Riga      |
| VIII Congreso     | 7 de enero al 6 de febrero de 1931                               | Moscú     |
| XXVI Conferencia  | 11 de febrero de 1939                                            | Riga      |
| IX Congreso       | 17 al 19 de diciembre de 1940                                    | Riga      |
| X Congreso        | 24 al 27 de enero de 1949                                        | Riga      |
| XI Congreso       | 27 de diciembre de 1951                                          | Riga      |
| XII Congreso      | 20 al 22 de septiembre de 1952                                   | Riga      |
| XIII Congreso     | 9 al 11 de febrero de 1954                                       | Riga      |
| XIV Congreso      | 17 al 19 de enero de 1956                                        | Riga      |
| XV Congreso       | 23 al 25 de enero de 1958                                        | Riga      |
| XVI Congreso      | 12 al 13 de enero de 1959                                        | Riga      |
| XVII Congreso     | 16 al 17 de febrero de 1960                                      | Riga      |
| XVIII Congreso    | 26 al 28 de septiembre de 1961                                   | Riga      |
| XIX Congreso      | 24 al 25 de diciembre de 1963                                    | Riga      |
| XX Congreso       | 2 al 3 de marzo de 1966                                          | Riga      |
| XXI Congreso      | 25 al 26 de febrero de 1971                                      | Riga      |
| XXII Congreso     | 22 al 23 de enero de 1976                                        | Riga      |
| XXIII Congreso    | 29 al 30 de enero de 1981                                        | Riga      |
| XXIV Congreso     | 24 al 25 de enero de 1986                                        | Riga      |
| XXV Congreso      | 6 al 7 de abril de 1990 - 9 de junio de 1990 - diciembre de 1990 | Riga      |